# Puchar Świata w narciarstwie alpejskim mężczyzn 1967/1968
Puchar Świata w narciarstwie alpejskim mężczyzn sezon 1967/1968 jest to 2 edycja tej imprezy. Cykl ten rozpoczął się w niemieckim Bad Hindelang 4 stycznia 1968 roku, a zakończył się 7 kwietnia 1968 roku w amerykańskim Heavenly Valley.

## Podium zawodów

### indywidualnie
| Lp  | Data             | Miejsce         | Konkurencja | Zwycięzca         | 2. miejsce         | 3. miejsce           |
| 1.  | 4 stycznia 1968  | Bad Hindelang   | gigant      | Edmund Bruggmann  | Jean-Claude Killy  | Dumeng Giovanoli     |
| 2.  | 8 stycznia 1968  | Adelboden       | gigant      | Jean-Claude Killy | Edmund Bruggmann   | Stefan Kälin         |
| 3.  | 13 stycznia 1968 | Wengen          | zjazd       | Gerhard Nenning   | Karl Schranz       | Edmund Bruggmann     |
| 4.  | 14 stycznia 1968 | Wengen          | slalom      | Dumeng Giovanoli  | Håkon Mjøen        | Alfred Matt          |
| 5.  | 20 stycznia 1968 | Kitzbühel       | zjazd       | Gerhard Nenning   | Jean-Claude Killy  | Andreas Sprecher     |
| 6.  | 21 stycznia 1968 | Kitzbühel       | slalom      | Dumeng Giovanoli  | Alfred Matt        | Jean-Claude Killy    |
| 7.  | 9 lutego 1968    | Grenoble        | zjazd       | Jean-Claude Killy | Guy Périllat       | Jean-Daniel Dätwyler |
| 8.  | 12 lutego 1968   | Grenoble        | gigant      | Jean-Claude Killy | Willy Favre        | Heinrich Messner     |
| 9.  | 17 lutego 1968   | Grenoble        | slalom      | Jean-Claude Killy | Herbert Huber      | Alfred Matt          |
| 10. | 24 lutego 1968   | Chamonix        | zjazd       | Bernard Orcel     | Kurt Huggler       | Guy Périllat         |
| 11. | 24 lutego 1968   | Oslo            | gigant      | Werner Bleiner    | Dumeng Giovanoli   | Edmund Bruggmann     |
| 12. | 25 lutego 1968   | Oslo            | slalom      | Patrick Russel    | Dumeng Giovanoli   | Håkon Mjøen          |
| 13. | 1 marca 1968     | Kranjska Gora   | slalom      | Patrick Russel    | Franz Digruber     | Stefan Kälin         |
| 14. | 10 marca 1968    | Méribel         | gigant      | Jean-Claude Killy | Georges Mauduit    | Guy Périllat         |
| 15. | 15 marca 1968    | Aspen           | zjazd       | Gerhard Nenning   | Heinrich Messner   | Jean-Claude Killy    |
| 16. | 16 marca 1968    | Aspen           | slalom      | Billy Kidd        | Herbert Huber      | Alfred Matt          |
| 17. | 29 marca 1968    | Rossland        | slalom      | Jean-Claude Killy | Jean-Pierre Augert | Rick Chaffee         |
| 18. | 31 marca 1968    | Rossland        | gigant      | Herbert Huber     | Reinhard Tritscher | Guy Périllat         |
| 19. | 6 kwietnia 1968  | Heavenly Valley | gigant      | Herbert Huber     | Georges Mauduit    | Reinhard Tritscher   |
| 20. | 7 kwietnia 1968  | Heavenly Valley | slalom      | Vladimir Sabich   | Herbert Huber      | Rick Chaffee         |

## Końcowa klasyfikacja generalna (po dwudziestu konkurencjach)
| Miejsce | Zawodnik                  | Punkty |
| ------- | ------------------------- | ------ |
| 1.      | Jean-Claude Killy         | 200    |
| 2.      | Dumeng Giovanoli          | 119    |
| 3.      | Herbert Huber             | 112    |
| 4.      | Gerhard Nenning           | 102    |
| 5.      | Guy Périllat              | 83     |
| 6.      | Edmund Bruggmann          | 80     |
| 7.      | Billy Kidd                | 73     |
| 8.      | Karl Schranz              | 69     |
| 9.      | Patrick Russel            | 67     |
| 10.     | Heinrich Messner          | 63     |
| ...     |                           |        |
| 26.     | Andrzej Bachleda-Curuś II | 14     |

### Zjazd (po 5 z 5 konkurencji)
| Miejsce | Zawodnik             | Punkty |
| ------- | -------------------- | ------ |
| 1.      | Gerhard Nenning      | 75     |
| 2.      | Jean-Claude Killy    | 60     |
| 3.      | Karl Schranz         | 39     |
| 4.      | Jean-Daniel Dätwyler | 37     |
| 4.      | Bernard Orcel        | 37     |
| 4.      | Guy Périllat         | 37     |

### Slalom gigant (po 7 z 7 konkurencji)
| Miejsce | Zawodnik          | Punkty |
| ------- | ----------------- | ------ |
| 1.      | Jean-Claude Killy | 75     |
| 2.      | Edmund Bruggmann  | 60     |
| 3.      | Herbert Huber     | 52     |
| 4.      | Georges Mauduit   | 51     |
| 5.      | Dumeng Giovanoli  | 43     |

### Slalom (po 8 z 8 konkurencji)
| Miejsce | Zawodnik          | Punkty |
| ------- | ----------------- | ------ |
| 1.      | Dumeng Giovanoli  | 70     |
| 2.      | Jean-Claude Killy | 65     |
| 3.      | Patrick Russel    | 61     |
| 4.      | Herbert Huber     | 60     |
| 4.      | Alfred Matt       | 50     |

### Drużynowo (po 20 z 20 konkurencji)
| Miejsce | Kraj              | Punkty |
| ------- | ----------------- | ------ |
| 1.      | Austria           | 594    |
| 2.      | Francja           | 548    |
| 3.      | Szwajcaria        | 413    |
| 4.      | Stany Zjednoczone | 188    |
| 5.      | Norwegia          | 58     |
| ...     |                   |        |
| 8.      | Polska            | 14     |